# Арто II (граф Верхнего Пальярса)

Каталонские графства в IX-XII вв

Арто (Артальдо) II (Artau II, исп. Artallo) (р. 1060/1065, ум. ок. 1115) — граф Верхнего Пальярса (Пальярс Собира) с 1081.
Сын и преемник Арто I. Ценой уступок добился, чтобы епископ Урхеля посмертно снял церковное отлучение с его отца, после чего тот был захоронен в освящённом месте.
Участник Реконкисты.
В 1094 г. заключил соглашение с графом Нижнего Пальярса Раймондом IV, согласно которому сеньоры Лимианы и Мюра становились вассалами Арто II, но Раймонд сохранял в их отношении некоторые права.
Умер ок. 1115 (не позднее 1124) года.
Жена (свадьба не позднее 1083) — Эслонса Мартинес, дочь Мартина Переса де Тордесилласа. Сын:
- Арто III, граф Пальярс Собира